# Dimitrios Domazos
Dimitrios „Mimis“ Domazos (22. ledna 1942 – 24. ledna 2025) byl řecký fotbalista.
Hrál na postu ofenzivního záložníka za Panathinaikos.

## Hráčská kariéra
Dimitrios Domazos hrál na postu ofenzivního záložníka za Panathinaikos a AEK Atény. Celkem vyhrál 10× řeckou ligu.
Za Řecko hrál 50 zápasů a dal 4 góly.

## Úspěchy

### Klub
Panathinaikos
- Řecká liga (9): 1959–60, 1960–61, 1961–62, 1963–64, 1964–65, 1968–69, 1969–70, 1971–72, 1976–77
- Řecký pohár (3): 1966–67, 1968–69, 1976–77
- Finále PMEZ: 1970–71
- Balkánský pohár (1): 1977

AEK Atény
- Řecká liga (1): 1978–79